# 山田徹一
山田 徹一（やまだ てついち、1921年（大正10年）3月12日 - 1997年（平成9年）2月28日）は、昭和期の実業家、政治家。参議院議員。

## 経歴
岡山県岡山市で生まれる。1940年（昭和15年）関西中学校（現関西高等学校）を卒業した。会社経営を行う。
1965年（昭和40年）7月の第7回参議院議員通常選挙に全国区から公明党公認で出馬して当選。1971年（昭和46年）6月の第9回通常選挙でも再選され、参議院議員に連続2期在任した。その間、創価学会総務、公明党中小企業局長、同統制委員長、参議院公明党議員団長、参議院懲罰委員長、公明党財務委員長、同岡山県本部長、国土開発幹線自動車道建設審議会委員などを務めた。